# Rahewin
Rahewin o Raqewin († antes de 1177),secretario del obispo Otón de Frisinga y cronista continuador de la obra Gesta Friderici.

#### Biografía
No se sabe mucho sobre su juventud ni sus orígenes; probablemente pertenecía a una familia aristocrática de la región de Frisinga y se documenta por primera vez en 1144 en las actas episcopales como cartularius (calígrafo) del obispo Otón de Frisinga. Se convirtió en canónigo de la catedral de Frisinga a finales de la década de 1150. En 1158 formó parte del séquito del obispo Otón a la dieta imperial en Ratisbona, acompañándolo después en otros viajes hasta el fallecimiento del obispo en la abadía cisterciense de Morimond. En 1165/66, se le tituló magister, indicando un papel docente en la escuela catedralicia. Rahewin también alcanzó el rango de prepositus y murió a mediados de la década de 1170.

##### Contribuciones y estilo literario
Rahewin escribió bajo la dictado de Otón de Frisinga la Chronica sive Historia de duabus civitatibus y en 1157 la presentó, junto al abad Rapoton de Saint-Étienne, al emperador Federico Barbarroja. Rahewin fue responsable de escribir los Libros 3 y 4 de las Gestas Frederici I imperatoris de Otón de Frisinga finalizados en 1160. Estos volúmenes cubren los eventos desde agosto de 1157 (campaña de Polonia) hasta febrero de 1160 (Concilio de Pavía), supuestamente para resolver el cisma que enfrentaba al papa Alejandro III al antipapa Víctor IV. Su estilo de escritura estaba fuertemente influenciado por autores clásicos como Salustio y Josefo. A pesar de que las Gestas fueron encargadas por el emperador, Rahewin mantuvo una postura objetiva, sin adulaciones y ofreciendo diversas perspectivas sobre los acontecimientos. Su enfoque en las Gestas tendía a ser más histórico que propagandístico.

##### Poesía lírica
Además de su trabajo histórico, Rahewin también se dedicó a la poesía lírica en latín, incluyendo una versión en hexámetros de la leyenda de San Teófilo (Vesus de vita Theophili), y un Flosculus Rahewini ad H. praepositum. Su poesía refleja la influencia de movimientos teológicos y filosóficos contemporáneos en Francia y representa algunas de las primeras recepciones de estas ideas en la Baviera del siglo XII. Aunque sus trabajos poéticos eran principalmente repeticiones de sus fuentes, son significativos por reflejar el entorno intelectual de su tiempo.